# Kanton Lubersac
Der Kanton Lubersac war von 1790 bis 2015 ein französischer Wahlkreis im Département Corrèze und in der damaligen Region Limousin. Er umfasste zwölf Gemeinden im Arrondissement Brive-la-Gaillarde; sein Hauptort (frz.: chef-lieu) war Lubersac. Die landesweiten Änderungen in der Zusammensetzung der Kantone brachten im März 2015 seine Auflösung.

## Gemeinden
| Gemeinde                  | Einwohner (Stand: 2022) | Code postal | Code Insee |
| ------------------------- | ----------------------- | ----------- | ---------- |
| Arnac-Pompadour           | 1206                    | 19230       | 19011      |
| Benayes                   | 222                     | 19510       | 19022      |
| Beyssac                   | 487                     | 19230       | 19024      |
| Beyssenac                 | 356                     | 19230       | 19025      |
| Lubersac                  | 2253                    | 19210       | 19121      |
| Montgibaud                | 251                     | 19210       | 19144      |
| Saint-Éloy-les-Tuileries  | 111                     | 19210       | 19198      |
| Saint-Julien-le-Vendômois | 239                     | 19210       | 19216      |
| Saint-Martin-Sepert       | 267                     | 19210       | 19223      |
| Saint-Pardoux-Corbier     | 383                     | 19210       | 19230      |
| Saint-Sornin-Lavolps      | 846                     | 19230       | 19243      |
| Ségur-le-Château          | 202                     | 19230       | 19254      |